# 1964 في التلفزيون البريطاني
هذه قائمة بالأحداث المتعلقة التي حدثت بالتلفزيون البريطاني منذ عام 1964.

## الأحداث

### يناير
- 1 كانون الثاني (يناير) - تم بث أول مسلسل Top of the Pops على قناة BBC TV[1]
- 4 يناير - بدأ اختبار الإرسال لـ BBC2.[2]

### فبراير
- 9 فبراير - إطلاق BBC Wales TV.

### مارس
- 30 آذار / مارس - أعيد إطلاق المجلة الإخبارية الإقليمية " North East Roundabout " التابعة لتلفزيون تاين تيز باسم North East Newsview .

### أبريل
- 1 أبريل - دخلت محطة الإرسال Bressay في جزر شيتلاند الخدمة، مما جعل الجزر آخر منطقة في المملكة المتحدة تحصل على جهاز إرسال تلفزيوني.
- 6 أبريل - قامت Associated-Rediffusion بتغيير اسمها إلى Rediffusion ، لندن.
- 20 أبريل - بدأت BBC Two البث،[3] تمت إعادة تسمية قناة BBC TV الحالية إلى BBC1.
- 26 أبريل - يتم بث News Review ، وهو ملخص لأخبار الأسبوع مع ترجمة للصم وضعاف السمع، لأول مرة كجزء من إطلاق BBC2.
- 30 أبريل - أجهزة التلفزيون المصنعة اعتبارًا من هذا التاريخ مطلوبة لاستقبال قنوات UHF.

### مايو
- 5 مايو - الفيلم الوثائقي Seven Up! يبث على قناة ITV، ويعرض حياة أربعة عشر تلميذا شهدت الأفلام اللاحقة في المسلسل مقابلات معهم كل سبع سنوات منذ ذلك الحين.
- 13 مايو - وفاة شخصية مارثا لونجهيرست إثر أزمة قلبية في أجواء دافئة من The Rovers Return on Coronation Street.
- 30 مايو - بدأ بث السلسلة الوثائقية المكونة من 26 جزءًا بعنوان «الحرب العظمى» التي تغطي أحداث الحرب العالمية الأولى على قناة BBC

### يونيو
- لا أحداث.

### يوليو
- يوليو - مسلسل الطوارئ - Ward 10 من تلفزيون Associated Television يعرض القبلة الأولى على شاشة التلفزيون بين الممثلين السود والبيض، حيث تلعب جوان هولي دور الجراح لويز ماهلر وجون وايت في دور الدكتور جايلز فارمر.

### أغسطس
- 22 أغسطس - يتم بث أول مباراة في اليوم على BBC2 .[4] انتقلت الحلقات التالية إلى BBC1.

### سبتمبر
- 18 سبتمبر - دكتور هو يذهب للبث على قناة NZBC في نيوزيلندا مما يجعلها أول دولة خارج بريطانيا العظمى تبث سلسلة الخيال العلمي طويلة الأمد. سيتم بثه لأول مرة في منطقة كرايستشيرش من 18 سبتمبر إلى 11 ديسمبر 1964، ثم في أوكلاند من 30 أكتوبر 1964 إلى 29 يناير 1965 ، ويلينجتون من 6 نوفمبر 1964 إلى 5 فبراير 1965 ودونيدين من 5 مارس إلى 28 مايو 1965.
- 28 سبتمبر - في ميدلاندز، تبث قناة BBC One النسخة الأولى من برنامجها الإخباري المحلي، ميدلاندز توداي.[5]

### أكتوبر
- 10 أكتوبر - حفل افتتاح دورة الألعاب الأولمبية الصيفية لعام 1964 في طوكيو ، اليابان، مع أول مرة يتم فيها بث برنامج تلفزيوني أولمبي مباشر بواسطة قمر اتصالات ثابت بالنسبة إلى الأرض.
- 13 أكتوبر - عاد Danger Man (US: Secret Agent ) إلى ITV في حلقات أطول بعد أن تم إلغاؤه في عام 1961.
- 28 أكتوبر - العرض الأول لفيلم الأربعاء على BBC1.[6]
- أكتوبر - تطلق الجنوب مجلة إخبارية أسبوعية للجنوب الشرقي تسمى «الجمعة الساعة العاشرة».

### نوفمبر
- 2 نوفمبر - عرض Crossroads لأول مرة على قناة ITV.

### ديسمبر
- 6 ديسمبر - بث BBC2 على الهواء في ميدلاندز وإيست أنجليا، لأن محطة إرسال ساتون كولدفيلد لا يمكنها في البداية نقل BBC2 إلى ما وراء منطقة الاستقبال إلى منطقة ميدلاندز، مما يؤدي إلى إشارة متداخلة.
- 15 ديسمبر - عرض بيتر واتكينز الدراما الوثائقية كولودين على BBC1.[7]

## قنوات جديدة
| تاريخ    | قناة |
| -------- | ---- |
| 20 أبريل | BBC2 |

## لأول مرة

### خدمة تلفزيون بي بي سي / بي بي سي تي في / بي بي سي 1
- 1 كانون الثاني (يناير) - توب أوف ذا بوبس ( 1964-2006 ، 2006 حتى عيد الميلاد)
- 19 يناير - مارتن تشوزلويت (1964)
- 30 مارس - محقق (1964-1969)
- 6 أبريل - كلاف (1964-1965)
- 11 أبريل - باكستر أون ... (1964)
- 19 أبريل - روبرت من هنتزاو (1964)
- 3 مايو - عرض كاثي كيربي (1964-1966)
- 18 مايو - شارلوك هولمز (1964-1968)
- 31 مايو - سيلاس مارنر (1964)
- 9 يونيو - عرض جراهام ستارك (1964)
- 21 يونيو - عرض روي كاسل (1964-1970)
- 1 يوليو - كاتش هاند (1964)
- 2 يوليو - استدعاء خبير الأسلحة (1964)
- 5 يوليو - الحكايات الهندية لروديارد كيبلينج (1964)
- 6 يوليو - ثورندايك (1964)
- 9 يوليو - The Valiant Varneys (1964–1965)
- 12 يوليو- Smuggler's Bay (1964)
- 31 يوليو - عالم خاص به (1964-1965)
- 8 أغسطس - يوميات شاب (1964)
- 13 أغسطس - لانس آت لارج (1964)
- 18 أغسطس - سويزلويك (1964)
- 18 سبتمبر - الضوضاء الكبيرة (1964)
- 28 أيلول (سبتمبر) - ميدلاندز اليوم (1964 إلى الوقت الحاضر)
- 30 سبتمبر - مسرحية الأربعاء (1964–1970)
- 4 أكتوبر - كونت كريستو (1964)
- 28 أكتوبر - ستارة الخوف (1964)
- 13 تشرين الثاني (نوفمبر) - ليس برنامجًا كبيرًا، بل أسلوب حياة (1964-1965)
- 20 نوفمبر - R3 (1964-1965)
- 4 ديسمبر - الفتيان المحتملون (1964-1966)
- 11 ديسمبر: فرانكي هوورد (1964-1966).
- 19 ديسمبر - سكوت أون ... (1964-1974)

### بي بي سي الثانية
- 21 أبريل - مدرسة اللعب (1964-1988)
- 23 أبريل - تشكيلة في وقت متأخر من الليل (1964-1972)
- 24 أبريل - موكب ستوري (1964-1965)
- 25 أبريل - مدام بوفاري (1964)
- 26 أبريل - ميليسا (1964)
- 2 مايو - مسرح 625 (1964-1968)
- 23 مايو - آن فيرونيكا (1964)
- 20 يونيو - ماري بارتون (1964)
- 21 يونيو - رجال منتصف الليل (1964)
- 6 يوليو - غرفة البيت (1964-1965)
- 18 يوليو - ويتش وود (1964)
- 2 أغسطس - النائم (1964)
- 22 أغسطس - مباراة اليوم (1964 حتى الآن)
- 12 سبتمبر - محنة ريتشارد فيفرل (1964)
- 12 سبتمبر - قضية ماسينغهام (1964)
- 8 أكتوبر - حكاية الزوجات القديمة (1964)
- 8 أكتوبر - مسرح الخميس (1964-1965)
- 14 نوفمبر - إستر ووترز (1964)
- 13 كانون الأول - الأخوان كارامازوف (1964-1965)
- 25 ديسمبر - Muses with Milligan (1964-1965)

### آي تي في
- 2 يناير - الشؤون الخارجية (1964)
- 3 كانون الثاني (يناير) - إنه مظلم في الخارج (1964-1965)
- 6 يناير - تقارير المدينة الثانية (1964)
- 17 يناير - لمسة نورمان فوجان (1964)
- 12 فبراير - كيف تكون أجنبيًا (1964)
- 28 فبراير - الأوغاد (1964-1965)
- 3 مارس - The Barnstormers (1964)
- 28 مارس - الحماة (1964)
- 5 مايو - سفن أب! (1964 حتى الآن)
- 14 مايو - السينما (1964-1975)
- 5 يوليو - بلاكبول نايت أوت (1964-1965)
- 5 يوليو - ملكة جمال مغامرة (1964)
- 9 يوليو - الحقيقة المخفية (1964)
- 16 يوليو - HMS Paradise (1964–1965)
- 10 أغسطس - اختيار الجبان (1964)
- 29 أغسطس - المفرقعات النارية (1964-1965)
- 4 سبتمبر - إنه عالم المرأة (1964)
- 29 سبتمبر - مايك (1964)
- 2 أكتوبر - باريس 1900 (1964)
- 3 أكتوبر - الأخوة سولافان (1964-1965)
- 4 أكتوبر - عرض إيمون أندروز 1964-1969)
- 4 أكتوبر - ستينغراي (1964-1965)
- 10 أكتوبر -</img> رحلة إلى قاع البحر (1964-1968)
- 17 أكتوبر - ريدكاب (1964-1966)
- 21 أكتوبر - مملكة ديف (1964)
- 2 تشرين الثاني (نوفمبر) - مفترق طرق ( 1964-1988 ، 2001-2003)
- 13 نوفمبر- فيكتوريا ريجينا (1964)
- 14 نوفمبر - طريق جدعون (1964-1966)
- 29 تشرين الثاني (نوفمبر) - جست جيمي (1964-1968)
- 16 ديسمبر - إنها تاربوك ( 1964-1965 ، 1970-1973)
- 21 ديسمبر - هذا لي (1964-1965)
- غير معروف - السيد والسيدة ( 1964-1999 ، 2008-2010 ، 2012 حتى الآن)
- مجهول -</img> ذا جيتسونز ( 1962-1963 ، 1985-1987)

## برامج تلفزيونية

### العودة ذاك العام بعد انقطاع لمدة عام أو أكثر
- 13 أكتوبر - رجل الخطر (1960–1961 ، 1964–1968 )

## البرامج التلفزيونية المستمرة

### عشرينيات القرن الماضي
- بي بي سي ويمبلدون (1927-1939 ، 1946-2019 ، 2021-2024)

### الثلاثينيات
- سباق القوارب (1938-1939 ، 1946-2019)
- بي بي سي للكريكيت (1939 ، 1946-1999 ، 2020-2024)

### الأربعينيات
- شاهد مع الأم (1946-1973)
- تعال للرقص (1949-1998)

### الخمسينيات
- آندي باندي (1950–1970 ، 2002-2005)
- راغ وتاج وبوبتيل (1953-1965)
- الأيام الخوالي (1953-1983)
- بانوراما (1953 حتى الآن)
- كتاب مصور (1955-1965)
- ليلة الأحد في بلاديوم لندن (1955-1967 ، 1973-1974)
- اختر ما تريد (1955-1968 ، 1992-1998)
- ضاعف نقودك (1955-1968)
- ديكسون دوك جرين (1955-1976)
- ممتاز جدا (1955-1984، 2020 إلى الوقت الحاضر)
- فرصة نوكس (1956-1978 ، 1987-1990)
- هذا الأسبوع (1956-1978 ، 1986-1992)
- مسرح الكرسي (1956-1974) [8]
- ماذا تقول الأوراق (1956-2008)
- السماء في الليل (1957 إلى الوقت الحاضر)
- كتاب مصور (1958-1965)
- بلو بيتر (1958 إلى الوقت الحاضر)
- المدرج (1958-2007)
- نوجين ذا نوج (1959-1965 ، 1970 ، 1979-1982)

### الستينيات
- سايكس و ... (1960-1965)
- فلينستون (1960-1966)
- شارع التتويج (1960 إلى الوقت الحاضر)
- المنتقمون (1961-1969)
- وجهات نظر (1961 حتى الآن)
- أغاني التسبيح (1961 - حتى الآن)
- الاتفاق (1962-1965)
- ستيبتو وابنه (1962-1965 ، 1970-1974)
- هيو وأنا (1962-1967)
- القديس (1962-1969)
- سيارات زي (1962-1978)
- سحر الحيوان (1962-1983)
- الغابة البشرية (1963-1965)
- جاهز استعد ابدأ! (1963-1966)
- دكتور هو (1963-1989 ، 2005 حتى الآن)
- العالم في العمل (1963-1998)

## تنتهي هذا العام
- بويد كيو سي (1956-1964)
- جولاد إي جان (1958-1964)
- فرقة الأشباح (1961–1964)
- لحسن الحظ إلى الأبد (1961-1964)
- الغابة البشرية (1963-1964)

## المواليد
- 12 يناير - كلير هولمان ، ممثلة ( المفتش مورس )
- 13 يناير - بيل بيلي ، ممثل كوميدي
- 1 فبراير - لينوس روش، ممثل
- 3 فبراير - غاري ويبستر، ممثل
- 16 فبراير - كريستوفر إكليستون ، ممثل
- 24 فبراير - آندي كرين، مقدم برامج إذاعية وتلفزيونية
- 25 فبراير - لي إيفانز ، الممثل الكوميدي والممثل
- 11 مارس - شين ريتشي ، ممثل
- 25 نيسان / أبريل - فيونا بروس ، صحفية ومذيعة أخبار ومقدمة برامج تلفزيونية
- 13 يونيو - كاثي بيرك ، ممثلة وكوميدي
- 18 يونيو - ليندا ديفيدسون ، ممثلة وكاتبة ومديرة إعلامية
- 27 يونيو - لين بارسونز، مقدمة البرامج الإذاعية والتلفزيونية
- 3 يوليو - فيونوالا إلوود، ممثلة
- 12 يوليو - غابي روزلين، مقدمة وممثلة تلفزيونية
- 21 يوليو - روس كيمب ، ممثل وصحفي
- 22 يوليو - بوني لانجفورد ، ممثلة وفنانة
- 23 يوليو - ماتيلدا زيجلر ، ممثلة
- 25 أغسطس - كلايف ميري، مقدم أخبار
- 27 أغسطس - شيريل فيرغيسون، ممثلة
- 1 أكتوبر - هاري هيل ، ولد ماثيو هول، كوميدي، مقدم برامج تلفزيونية ومؤلف، طبيب سابق
- 8 أكتوبر - إيان هارت ، ممثل
- 21 نوفمبر - ليزا تاربوك، ممثلة ومقدمة برامج تلفزيونية
- 26 نوفمبر - ليا ويليامز ، ممثلة ومخرجة

## حالات الوفاة
- 24 فبراير - فرانك كونروي، ممثل، 73 [9]
- 25 سبتمبر - روبرت ويلسون، مغني ومقدم برامج، 57 [10]
- 10 ديسمبر - تشارلز صموئيل فرانكلين، مهندس راديو وتليفزيون، مصمم هوائي البث والهوائيات، 85 [11]